# Moldavisk stil
Moldovensk stil eller moldavisk arkitektonisk stil er en type arkitektur udviklet i Moldavien i løbet af det 14. til det 19. århundrede.
Perioden med maksimal blomstring af denne stil var i perioden med Stephen 3. af Moldavien . De moldaviske klostre, som hører til UNESCOs kulturarv, er bygget i denne stil.
- Kirker i Moldavien
- Rumænsk arkitektur

## Galleri
- Putna kloster i Suceava
- Neamț Kloster i Neamț distrikt
- Princely Sankt Nicholas-kirke og Dosoftei House i Iași
- Căpriana kloster i Strășeni-distriktet, Moldova
- Bistrița-klosteret i Neamț-distrikt
- St. George Kirke i Hârlău
- Stephen III af Moldaviens tårn i Piatra Neamț
- Three Hierarchs Kloster i Iași
- Bogdana Kloster i Rădăuți
- Dobrovăț Kloster i Iași distrikt
- Văratec kloster i Neamț
- Klokketårn, Popăuți kloster i Botoșani
- Cetățuia kloster i Iași
- Sfânta Paraschiva- katedralen i romersk
- Socola-klosteret i Iași
- Sihăstria kloster i Neamț distrikt
- Dragomirna kloster i Suceava distrikt
- Secu-klosteret i Neamț-distriktet
- Hadâmbu-klosteret i Iași-distriktet